# Epitheliaceae
Epitheliaceae is een familie van schimmels behorend tot de orde van Polyporales. Het typegeslacht is Epithele.

## Geslachten
De familie Epitheliaceae bestaat uit de volgende geslachten:
- Epithele
- Epithelopsis
- Skeletohydnum